# (37864) 1998 FJ10
1998 أف جاي 10 (ويعرف أيضًا باسم (37864) 1998 أف جاي 10 وفق تسمية الكوكب الصغير) (بالإنجليزية: 1998 FJ10)‏ هو كويكب ضمن حزام الكويكبات؛ وترتيبه 37864 من حيث الاكتشاف.
اكتُشف هذا الجُرم الفلكي بواسطة OCA–DLR Asteroid Survey ‏ في 24 مارس 1998.

## وصلات خارجية
- (37864) 1998 FJ10 في قاعدة بيانات مختبر الدفع النفاث لأجرام النظام الشمسي الصغيرة

- الاكتشاف · مخطط المدار ·  العناصر المدارية · المعلمات المادية

- (37864) 1998 FJ10 على موقع ويكي سكاي: DSS2, SDSS, GALEX, IRAS, Hydrogen α, X-Ray, Astrophoto, Sky Map, Articles and images